# لیسا اشمیدلا
لیسا اشمیدلا (آلمانی: Lisa Schmidla؛ زادهٔ ۵ ژوئن ۱۹۹۱) قایقران روئینگ اهل آلمان بود.
وی در مسابقات کشوری و بین‌المللی در مجموع برندهٔ ۵ مدال طلا، ۱ مدال نقره شده‌است.